# 大和田町 (さいたま市)
大和田町（おおわだちょう）は、埼玉県さいたま市見沼区の町名。現行行政地名は大和田町一丁目および大和田町二丁目。住居表示未実施地区。郵便番号は337-0053。

## 地理

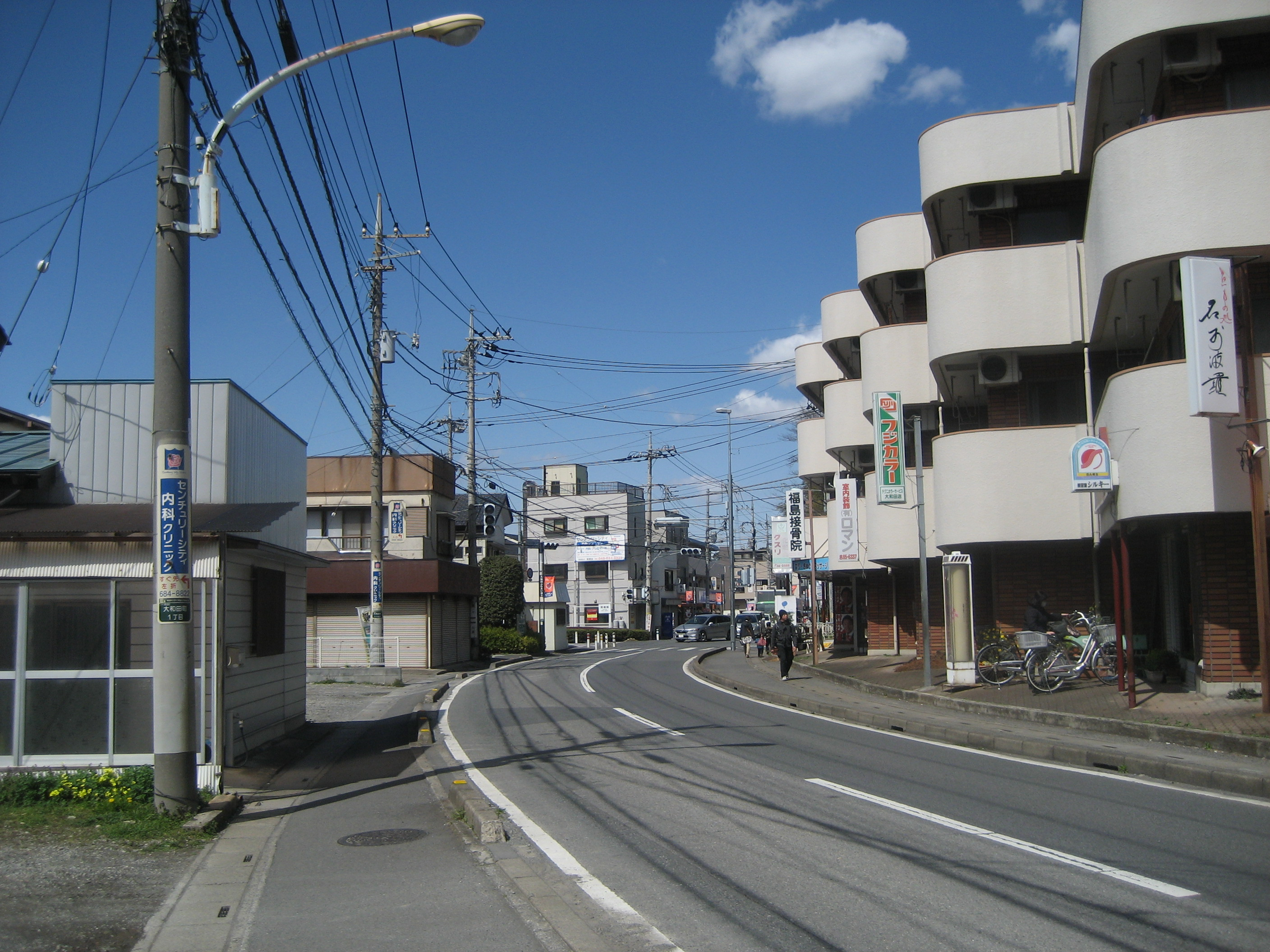
地区南部

さいたま市見沼区の西部の大宮台地（片柳支台）上に位置する。東武野田線（東武アーバンパークライン）を境に、概ね南側が一丁目、北側が二丁目である。地区の中央には東武野田線（東武アーバンパークライン）大和田駅があり、駅舎がある北側に駅前ロータリーがある
地区内は芝川流域のごく一部（大宮体育館付近）を除き、ほぼ全域が市街化区域である。南北に第二産業道路が貫いており、開発が進んでいる。大規模なマンションなどは少なく、戸建て住宅や小規模なアパートによって形成された市街地が広がる。地区内は見沼田んぼに近接する西部がさいたま市の風致地区に条例で指定され、樹木の伐採植樹や開発行為などが制限されている。
大和田駅の北側から、堀崎町団地・島小学校方面へ抜ける都市計画道路大和田深作線が都市計画決定（1963年〈昭和38年〉8月12日）されていたが、2015年（平成27年）9月2日に東大宮岩槻線と指扇宮ヶ谷塔線の間の約1,030 mが廃止された。指扇宮ヶ谷塔線以南の120 mは大和田北大通線として整備されることとなった。
地内に旧石器時代から縄文初期にかけての遺跡である高井遺跡や大和田本村遺跡、室町期の大和田陣屋跡がある。

### 地価
国土交通省地価公示
- 所在および地番：大和田町一丁目1230番74
- 価格：105,000円/m2
- 利用現況：住宅
  - 2021年（令和3年）1月1日時点[9]

都道府県地価調査
①
- 所在および地番：大和田町一丁目637番6
- 価格：119,000円/m2
- 利用現況：住宅

②
- 所在および地番：大和田町二丁目511番2
- 価格：131,000円/m2
- 利用現況：住宅

③
- 所在および地番：大和田町二丁目1572番18
- 価格：130,000円/m2
- 利用現況：住宅

①②③とも2020年（令和2年）7月1日時点

## 歴史
- かつては江戸期より存在した武蔵国足立郡南部領に属する大和田村であった[8]。村高は天正年間は250石であったが、その後見沼溜井が造成されたため、正保年間の『武蔵田園簿』では161石余（田26石余、畑134石余）、『元禄郷帳』および『天保郷帳』では161石余であった[8]。助郷は日光御成街道大門宿に出役していたが、享保・寛保・宝暦年間は水害被害に見舞われがちな植田谷領の村に代わり中山道大宮宿にも出役していた。化政期の戸数は60軒で、村の規模は東西11 (単位)町、南北13町であった[8]。地名には広い平地という意味がある。

- 1560年（永禄3年）、岩槻城を本拠とする岩槻太田氏（岩付太田家）の領内。後に太田氏の家老となる伊達氏（伊達房実）が居城の伊達城を構えていた。天正18年（1590年）、城は小田原征伐により落城。
- 1591年（天正19年）、徳川家康が関東を治めることになり、旗本として召し抱えられた伊達氏が旧領を知行として与えられ、引き続き治めることになる。落城していた伊達城に代わり、大和田陣屋を構える[13]。
- 1828年（文政11年）より岩槻宿寄場西組39か村組合に所属[8]。
- 幕末の時点では足立郡に属し、明治初年の『旧高旧領取調帳』の記載によると、伊達与兵衛の知行[14]。
- 1869年（明治2年）12月2日 - 旗本領が上知され、浦和県の管轄となる（府藩県三治制も参照）。
- 1871年（明治4年）11月13日 - 第1次府県統合により埼玉県の管轄となる。
- 1879年（明治12年）3月17日 - 足立郡の区域をもって行政区画としての北足立郡が発足。郡役所は浦和宿に設置。
- 1889年（明治22年）4月1日 - 町村制施行により、大和田村・砂村・土呂村・今羽村・西本郷村・堀崎村・島村が合併して大砂土村が発足。大砂土村の大字大和田となる[8]。
- 1929年（昭和4年）11月17日 - 総武鉄道の駅として大和田駅が開業。
- 1940年（昭和15年）11月3日 - 北足立郡大宮町・三橋村・日進村・宮原村・大砂土村が合併（新設合併）し、大宮市が発足[15]。大宮市の大字となる。
- 1944年（昭和19年）1月1日 - 地内に埼玉県大宮女子商業高等学校（現、埼玉県立大宮商業高等学校）が創設される[16]。
- 1947年（昭和22年）9月1日 - 地内に大砂土東公民館が開設される[17]。
- 1960年（昭和35年）
  - 7月11日 - 町名地番変更により、大宮市大字大和田および大字土呂の各一部から大和田町一丁目・二丁目が成立[18]。
  - 12月19日 - 大字大和田を事業区域に含む砂土地区画整理事業（第2工区）の都市計画決定が告示される[19]。
- 1971年（昭和46年）1月19日 - 砂土地区画整理事業（第2工区）の事業計画決定が告示される[19]。
- 1977年（昭和52年）12月28日 - 町名地番変更により、大和田町一丁目・二丁目、寿能町二丁目、土呂町、砂町一丁目、本郷町の各一部から見沼一丁目 - 三丁目が成立[20][21]。
- 1987年（昭和62年）4月 - 市民体育館にて大相撲大宮場所が開催される[22]。
- 1990年（平成2年）11月 - 増大する交通需要に対応するため、当町と土呂地区を結ぶ補助幹線道路「土呂・大和田線」の整備が始まる[23]。
- 1995年（平成7年）
  - 9月12日 - 大和田町一丁目・二丁目の各一部を事業区域に含む大和田特定土地区画整理事業の都市計画決定が告示される[19]。
  - 10月17日 - 大和田出張所と大和田駅南自転車駐車場が利用開始。大和田駅周辺が自転車放置整理区域に指定される[24]。
  - 11月10日 - 大和田特定土地区画整理事業の事業計画決定が告示される[19]。
- 1996年（平成8年）
  - 1月13日 - 砂土地区画整理事業（第2工区）の換地処分が前日に行われた[19]ことに伴い、町名地番変更が行われ、大字大和田および大字砂の各一部から東大宮七丁目が成立。また、大字大和田および大字砂の各一部が東大宮一丁目に編入される。これにより大字大和田は消滅。
  - 6月22日 - 土呂・大和田線（市民の森通り）が完成、開通式が行われる[23][25]。
- 2001年（平成13年）5月1日 - 浦和市・大宮市・与野市が合併し、さいたま市が発足。同市の町名となる。
- 2003年（平成15年）4月1日 - さいたま市が政令指定都市に移行し、同市見沼区の町名となる。
- 2017年（平成29年）7月27日 - 第二産業道路（大和田工区）の900 mが4車線化（開通）[26][27]。

## 世帯数と人口
2017年（平成29年）9月1日時点の世帯数と人口は以下の通りである。
| 丁目           | 世帯数    | 人口     |
| -------------- | --------- | -------- |
| 大和田町一丁目 | 3,926世帯 | 8,305人  |
| 大和田町二丁目 | 3,390世帯 | 7,780人  |
| 計             | 7,316世帯 | 16,085人 |

## 小・中学校の学区
市立小・中学校に通う場合、学区（校区）は以下の通りとなる。
| 丁目           | 区域 | 小学校                     | 中学校                     |
| -------------- | ---- | -------------------------- | -------------------------- |
| 大和田町一丁目 | 全域 | さいたま市立大砂土東小学校 | さいたま市立大宮八幡中学校 |
| 大和田町二丁目 | 全域 | さいたま市立大砂土東小学校 | さいたま市立大砂土中学校   |

## 交通

### 鉄道
- 東武野田線（東武アーバンパークライン）
  - 大和田駅

なお、二丁目の西部は東北本線（宇都宮線）土呂駅との距離が1 km前後で、利用が可能である。

### バス・乗合タクシー
- 東武バスウエスト
  - 大宮営業事務所
    - 大50：大宮駅東口 - 堀の内 - 導守 - タムロン前 - 半縄橋（大宮東警察署前） - 加倉 - 岩槻駅
（大宮駅東口→岩槻駅に深夜バスも運行・平日のみ1本）
    - 大50：大宮駅東口 - 堀の内 - 導守 - タムロン前 - 半縄橋（大宮東警察署前） - 東宮下 - 宮下
    - 大50：大宮駅東口→堀の内→導守→タムロン前→半縄橋（大宮東警察署前）→宮ヶ谷塔
- 国際興業バス
  - さいたま東営業所
    - 大14：大宮駅東口→西中野→ 大和田駅入口→東大宮駅→アーバンみらい→深作中（深夜バス・平日のみ1本）
    - 大15：大宮駅東口→氷川参道→大宮サッカー場→寿能住宅→導守→高井→芝川新橋→氷川参道→大宮駅東口〈導守循環・寿能先回り〉（朝のみ）
    - 大15：大宮駅東口→氷川参道→芝川新橋→高井→導守→寿能住宅→大宮サッカー場→氷川参道→大宮駅東口〈導守循環・西中野先回り〉（夜間のみ）
    - 大15-2：大宮駅東口→氷川参道→鹿島橋→大和田→導守→高井→芝川新橋→氷川参道→大宮駅東口〈導守中回り循環・芝川先回り〉（平日および日曜／祝日の朝のみ）
    - 大15-2：大宮駅東口→氷川参道→芝川新橋→高井→導守→大和田→鹿島橋→氷川参道→大宮駅東口〈導守中回り循環・西中野先回り〉（夜間のみ）
    - 大15-3：大宮駅東口→氷川参道→大宮サッカー場前→寿能住宅→導守→高井→南鳳台住宅→南中野→堀の内橋→氷川参道→大宮駅東口〈導守南中野循環・寿能先回り〉（朝および日中のみ）
    - 大15-3：大宮駅東口→氷川参道→堀の内橋→南中野→南鳳台住宅→高井→導守→寿能住宅→大宮サッカー場→氷川参道→大宮駅東口〈導守南中野循環・南中野先回り〉（日中のみ）
    - 東大03：東大宮駅 - 東大宮七丁目 - 堀崎町団地 - 見沼区役所 - 大和田駅
- さいたま市コミュニティバス
  - 見沼区コミュニティバス：国際興業バスさいたま東営業所に運行を委託
    - さぎ山ルート：大谷県営住宅 - 七里学校前 - 大谷中学校 - 大和田駅 - 見沼区役所 - 七里駅西 - 大谷県営住宅 - 片柳コミュニティセンター - 染谷南 - さぎ山記念公園（構内）（平日のみ）
    - 沖郷ルート：大谷県営住宅 - 七里学校前 - 大谷中学校 - 大和田駅 - 見沼区役所 - 七里駅西 - 大谷県営住宅 - 片柳コミュニティセンター - 染谷南 - 沖郷会館（平日のみ）
- さいたま市乗合タクシー
  - 見沼区大砂土東地区乗合タクシー「みぬま号」：見沼交通に運行を委託
    - 土呂駅 - 彩の国東大宮メディカルセンター - 市民の森 - 東大宮駅（平日のみ）

  - 見沼区片柳西地区乗合タクシー「カワセミ号」：見沼交通に運行を委託
    - 日大前→大和田駅南→見沼区役所→彩の国東大宮メディカルセンター→土呂駅→彩の国東大宮メディカルセンター→大和田駅南→大宮体育館→日大前（平日のみ）

### 道路
- 埼玉県道1号さいたま川口線（第二産業道路）
- 埼玉県道2号さいたま春日部線
- 埼玉県道5号さいたま菖蒲線（第二産業道路）
- 埼玉県道398号大和田停車場線
- 指扇宮ヶ谷塔線
- 大和田公園通り
- 神明橋通り
- 市民の森通り
- 武道館通り

## 公園・緑地
- 大和田緑地公園（一丁目）
- 大和田下宿公園（一丁目）
- 大和田一丁目公園（一丁目）
- 大和田一丁目北公園（一丁目）
- 大和田東公園（一丁目）
- 南新田公園（一丁目）
- 大和田自然の森（二丁目）
- 大和田北緑地公園（二丁目）
- 大砂土緑地（二丁目）
- 北山公園（二丁目）
- 天神山公園（二丁目）

## 施設
一丁目
- 埼玉県立大宮商業高等学校
- 大宮東警察署大和田交番
- さいたま市立大和田保育園
- 川口信用金庫大和田支店
- さいたま市大宮体育館

二丁目
- みずほ銀行大宮支店
  - 大和田駅出張所
- 埼玉りそな銀行七里支店
  - 大和田出張所
- 大和田駅前郵便局
- 国際興業・さいたま市見沼区コミュニティバス大和田駅バス停〈折返場〉
- 医療法人興仁会 大和田病院
- 埼玉縣信用金庫大和田支店(支店内に七里支店を併設)
- さいたま市立大砂土東小学校
- さいたま市立大砂土東公民館
- 大和田幼稚園
- 特別養護老人ホーム見沼緑水苑
- 鷲神社